# Stylomesus wolffi
Stylomesus wolffi är en kräftdjursart som beskrevs av Yakov Avadievich Birstein 1960. Stylomesus wolffi ingår i släktet Stylomesus och familjen Ischnomesidae. Inga underarter finns listade i Catalogue of Life.